# Futbola Klubs DAG Rīga
Il DAG Rīga (ufficialmente Futbola Klubs DAG Rīga), principalmente conosciuta come VEF Rīga è stata una società calcistica lettone con sede nella città di Rīga.

## Storia
Fondata nel 1939 come VEF Rīga, doveva il suo nome al Valsts Elektrotehniskā Fabrika, la locale industria elettronica.
Partecipò al campionato lettone a partire dal 1939-'40. Vi militò anche dopo l'invasione sovietica, rimanendo ininterrottamente fino al 1960. 
Vi fece ritorno nel 1968, ma finì ultimo e retrocesse. In due anni, però, arrivò subito la promozione e il primo titolo nazionale, seguito da altri tre nei successivi quattro anni.
In tutto in epoca sovietica vinse tre coppe nazionali, perdendo ben 8 finali, oltre a sei campionati (l'ultimo nel 1983).
Dopo l'indipendenza continuò a giocare nel massimo campionato lettone; il suo calciatore Vjačeslavs Ževņerovičs fu il primo capocannoniere della Virslīga. DivenneVEF-Zenta Riga nel 1993 e assumendo la denominazione finale di DAG Riga nel 1994.
L'anno seguente il club si spostò a Liepāja, fondendosi con il Liepājas Metalurgs.

## Palmarès

### Competizioni nazionali
- Coppa Lettone Sovietica: 3

1956, 1971, 1987
- Campionato sovietici lettoni: 6

1970, 1971, 1973, 1974, 1975, 1983

### Altri piazzamenti
- Campionato lettone:

Terzo posto: 1992, 1994
- Coppa di Lettonia:

Finalista: 1994